# EnBW
EnBW Energie Baden-Württemberg AG, або EnBW — публічна енергетична компанія зі штаб-квартирою в Карлсруе, Німеччина.

## Історія

### Заснування і розвиток
EnBW виникла 1 січня 1997 року в результаті злиття двох енергетичних компаній Баден-Вюртемберга, «Badenwerk AG» і «Energie-Versorgung Schwaben AG» (EVS). 

Згодом, 1 жовтня 2003 року, EnBW об'єдналася з «Neckarwerke Stuttgart AG». 

### Стратегічна переорієнтація та розширення діяльності у відновлюваній енергетиці
У березні 2012 року Френк Мастіо був призначений новим генеральним директором EnBW. 

Наприкінці 2012 року, у відповідь на припинення використання ядерної енергії та енергетичний перехід, Мастіо оголосив про стратегічну переорієнтацію. 

Частка відновлюваних джерел енергії в енергетичному балансі EnBW мала зрости з 12% до 40% до 2020 року. 

Показник у 40,1% був досягнутий у 2021 році. 

Значна частина цього мала бути досягнута через вітроенергетику: з 1016 МВт на суші та 975 МВт на морі, 

EnBW на середину 2020-х одним із провідних розробників та операторів вітрових електростанцій у Німеччині. 

У 2020-25 рр. компанія планує інвестувати понад 5 мільярдів євро в подальше розширення виробництва енергії з відновлюваних джерел і має на меті експлуатувати наземні та морські вітрові електростанції загальною потужністю щонайменше 4000 МВт. 

Перша офшорна вітроелектростанція EnBW — ВЕС Балтік 1, що складається з 21 вітрової турбіни в Балтійському морі – була введена в експлуатацію у 2011 році. 
На початку літа 2015 року введено в дію ВЕС Балтік 2  з 80 турбінами, частка вже була продана австралійській інвестиційній Macquarie Group за 720 мільйонів євро в січні 2015. 

На початку 2020 року в Північному морі запрацювали вітрові електростанції ВЕС Гое-Зе та ВЕС Альбатрос із загальною кількістю 87 турбін і потужністю 609 МВт. 
У 2017 році EnBW виграла тендер на право побудувати свою третю вітрову електростанцію в Північному морі, ВЕС Ге-Драйт потужністю 900 МВт, яка не субсидується та має бути введена в дію у 2025 році. 

У січні 2019 року EnBW придбала сім вітрових електростанцій у Швеції із загальною кількістю 51 турбіни та встановленою потужністю 105 МВт. 

EnBW також планує розширити свій мережевий бізнес і здійснити різні продажі. 
Важливим ринком, що розвивається, є Туреччина, де EnBW зосереджується на гідро- і вітрових електростанціях. 

У 2017 році EnBW почала розширювати свою діяльність у галузі електротранспорту, фотовольтаїці та розподіленого виробництва енергії:
У галузі електротранспорту EnBW з березня 2017 року співпрацює з «Tank & Rast», оператором зон обслуговування вздовж мережі автобанів Німеччини, щоб розширити кількість пунктів зарядки для електромобілів. 
 
EnBW надає додаток EnBW mobility+, який поєднує в собі засіб пошуку зарядних точок із варіантами оплати та охоплює Німеччину, Австрію, Швейцарію, Францію, Італію та Нідерланди. 
 
Згідно з незалежним дослідженням, проведеного P3, Cirrantic та Theon Data, 
EnBW має найбільшу зарядну мережу, що охоплює Німеччину, Австрію та Швейцарію. 
У 2020 році компанія поширила своє лідерство на ринку швидкої зарядки на Австрію, увійшовши в спільне підприємство з SMATRICS під назвою «SMATRICS EnBW». 

У квітні 2021 року EnBW оголосила про плани відкрити найбільший у Європі громадський парк швидкої зарядки електромобілів до кінця року. 

У галузі фотоелектричної та розподіленої генерації енергії EnBW прагне збільшити потужність фотоелектричної генерації до 1200 МВт до 2025 року, головним чином у Німеччині, а також на деяких інших ринках. 

Тому EnBW будує найбільшу в Німеччині несубсидовану сонячну електростанцію площею 164 га в Бранденбурзі 
, 
а в березні 2018 року придбала компанію Senec, лейпцизького виробника домашніх систем накопичення сонячної енергії. 

У березні 2023 року EnBW оголосила, що має намір припинити використання вугілля до 2028 року. 

У серпні 2023 року було оголошено, що EnBW придбала 10% акцій заводу з виробництва аміаку з відновлюваних джерел, розробленого норвезькою компанією «Skipavika Green Ammonia» (SkiGA). 

### Інтернаціоналізація діяльності у галузі відновлюваної енергетики
Стратегія EnBW 2025 передбачає вибіркову інтернаціоналізацію діяльності компанії у галузі відновлюваної енергетики. 

EnBW представлена в Данії через свою дочірню компанію Connected Wind Services і в Швеції — EnBW Sverige. 
У червні 2019 року EnBW завершила придбання Valeco, Франція. 

Компанія має спільне підприємство з відновлюваних джерел енергії в Туреччині в партнерстві з Borusan. EnBW також відкрила власні офіси на Тайвані 
 
і в Сполучених Штатах 
, 
щоб брати участь в аукціонах офшорних вітрових електростанцій. 
На початку 2021 року EnBW і BP спільно виграли аукціон на право будівництво офшорних вітрових електростанцій у двох прилеглих районах Ірландського моря. 

### Передавальна мережа
У 2023 році EnBW продала близько чверті своєї високовольтної мережі TransnetBW консорціуму під керівництвом ощадних банків приблизно за 1 мільярд євро (1,1 мільярда доларів). 

Також у 2023 році державний KfW придбав міноритарний пакет акцій TransnetBW у розмірі 24,95%, зміцнивши контроль над критично важливою енергетичною інфраструктурою, намагаючись прискорити енергетичний перехід країни. 

## Активи

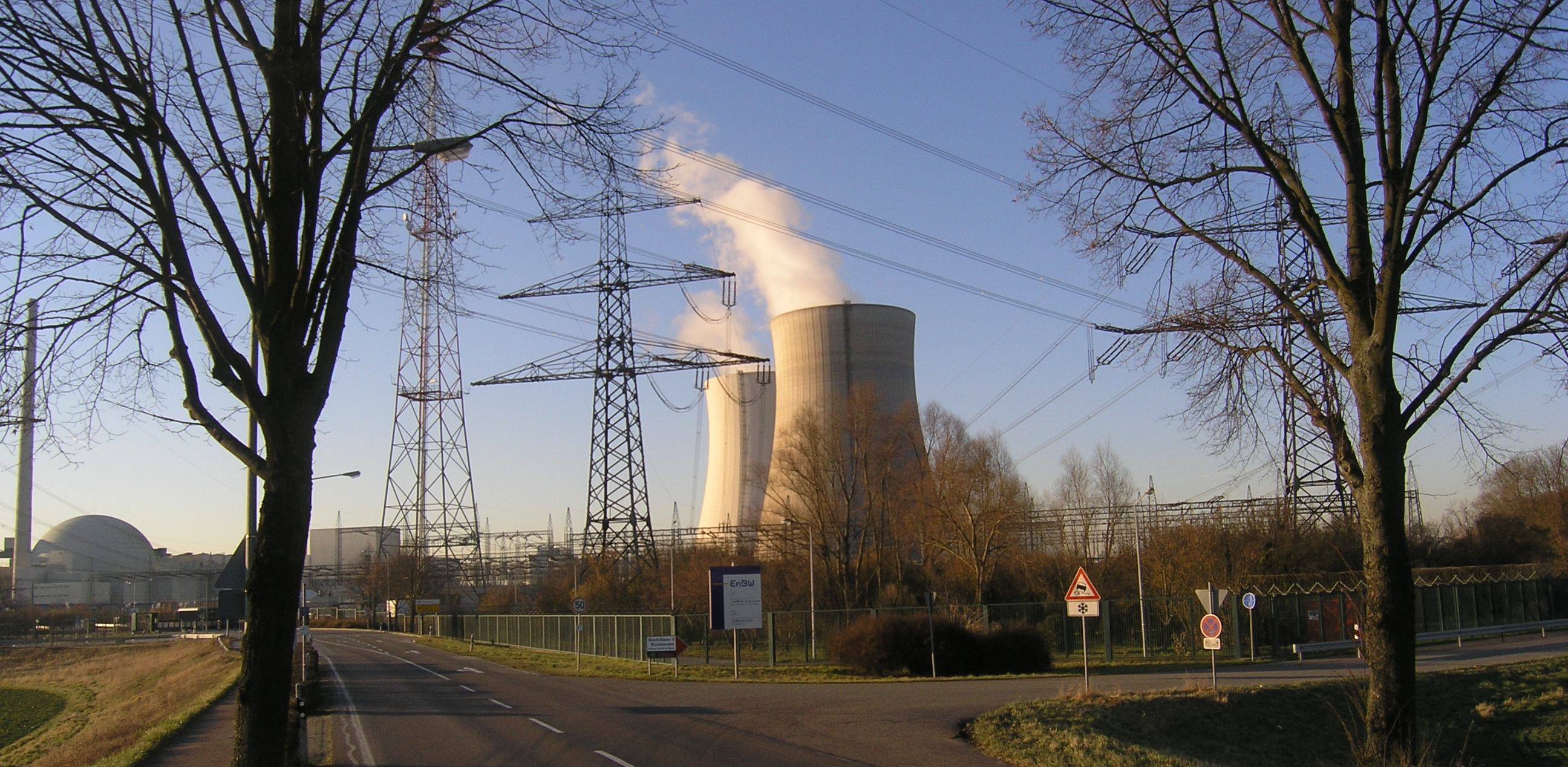
АЕС Філіппсбург

### Атомні електростанції
- АЕС Неккарвестгайм (виведена з експлуатації)
- Обріґгаймська АЕС (виведена з експлуатації)
- АЕС Філіппсбург (виведена з експлуатації)

### Звичайні електростанції

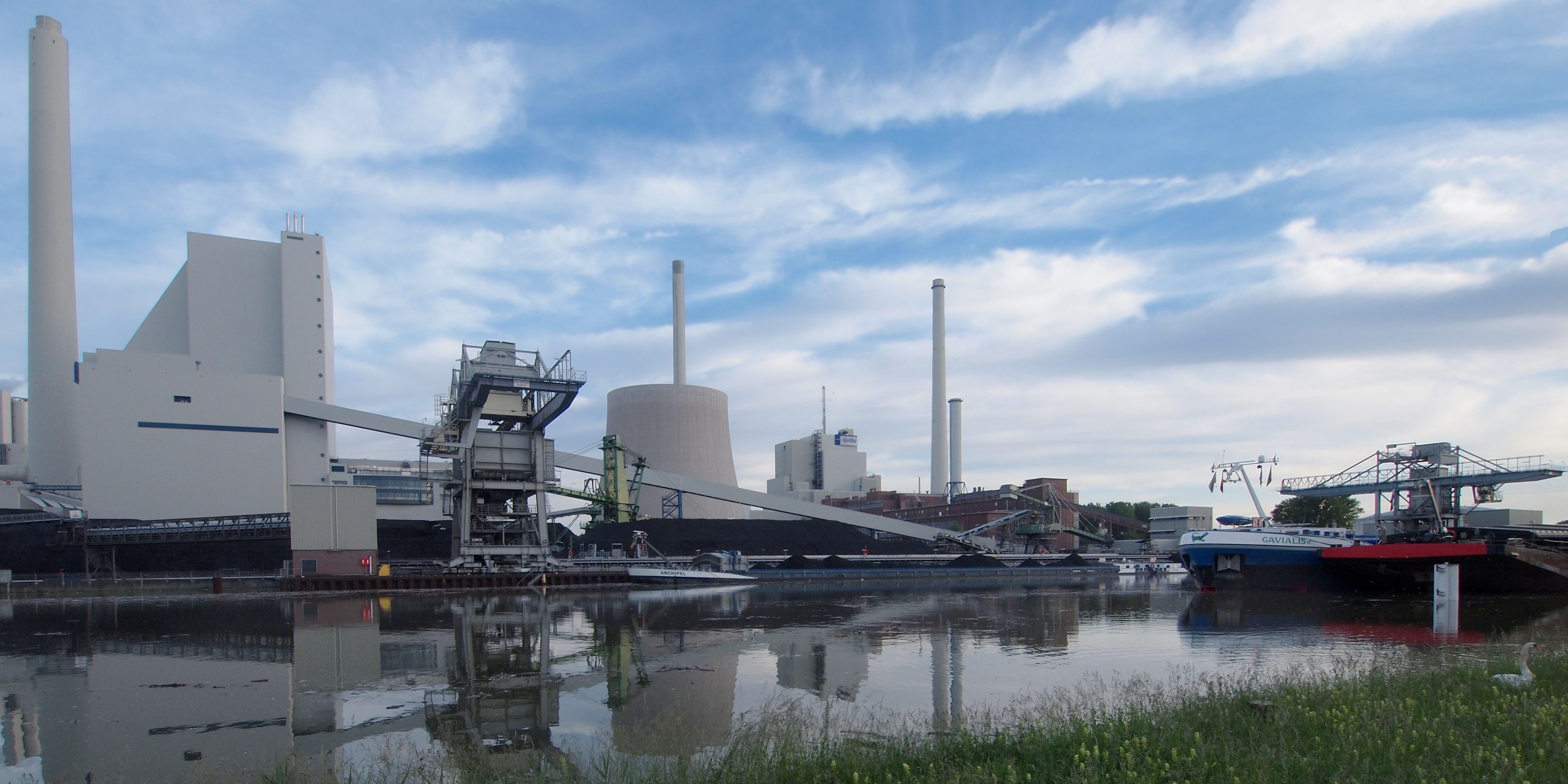
Пароелектростанція Райнгафен-Карлсруе

Джерело:
- ТЕС Альтбах[en]
- ТЕС Гайльбронн[en]
- ТЕС Марбах[de]
- ТЕС Вальгайм[de]
- ТЕС Штутгарт-Гайсбург[de]
- ТЕС Штутгарт-Мюнстер[de] (біопаливо та вугілля)
- ТЕС Райнгафен-Карлсруе

### Відновлювані джерела енергії: гідроенергетика
Джерело:
- ГЕС Глеч-Обервальд[de]
- ГАЕС Шлухзе[en]
- ГЕС Райнфельден

### Відновлювані джерела енергії: офшорні вітряні електростанції
Джерело:
- ВЕС Балтік 1 (Балтійське море, 16 км на північ від півострова Фішланд-Дарс-Цинґст)
- ВЕС Балтік 2 (Балтійське море, 32 км на північ від острова Рюген)
- ВЕС Гое-Зе і ВЕС Альбатрос (Північне море; Гое-Зе приблизно за 95 км на північ від острова Боркум та за 100 км на північний захід від Гельголанда ; Альбатрос за 105 км від узбережжя)

### Відновлювані джерела енергії: берегові ВЕС
Джерело:
Вітряні електростанції та вітроенергетичні проекти в Баден-Вюртемберзі:
- Аален-Вальдгаузен
- Ахаберг
- Бад-Вільдбад
- Бурггольц
- Бюлертанн
- Дюнсбах
- Фіхтенау
- Гольдбоден-Вінтербах
- Грембах
- Газель
- Гойзерн
- Кенігсбронн
- Купферцелль-Гоггенбах
- Лангенбург
- Оппенау/Лаутенбах
- Розенберг-Південний
- Рот-ам-Зе — Гаузен-ам-Бах
- Таучбух
- Верінгенштадт

Вітряні електростанції в інших землях Німеччини:
- Ауф-дер-вайссен-Триш (Саар)
- Бад-Наугайм (Гессен)
- Бухгольц III (Нижня Саксонія)
- Деренталь (Нижня Саксонія)
- Айзенбахгеен (Рейнланд-Пфальц)
- Еппенрод (Рейнланд-Пфальц)
- Фрекенфельд (Рейнланд-Пфальц)
- Гюттерсдорф (Саар)
- Кальберг (Гессен)
- Каннавурф (Тюрингія)
- Лауенферде (Нижня Саксонія)
- Прімсбоген (Саар)
- Райнштедт (Тюрингія)
- Шальксмюле ( Північний Рейн-Вестфалія )
- Шуленбург III (Нижня Саксонія)
- Швінау III (Нижня Саксонія)
- Зільберберг (Гессен)
- Штайнгайм (Північний Рейн-Вестфалія)
- Вебенгайм (Саар)
- Фіргерренвальд (Рейнланд-Пфальц)

Вітряні електростанції в інших країнах:
- Роммарегеммет  (Швеція)
- EnBW також має частки в наземних вітрових електростанціях у Франції через свою дочірню компанію Valeco

### Відновлювані джерела енергії: сонячна енергія
Джерело:
Сонячні електростанції в експлуатації:
- Айтрах (1,5 МВт)
- Бергюлен (2,7 МВт)
- Біркенфельд (5,8 МВт)
- Егезин (10 МВт)
- Інгольдінген (4,3 МВт)
- Інцигкофен (7,5 МВт)
- Кенцинген (2,6 МВт)
- Краутгайм (0,5 МВт)
- Лайбертинген (2,1 МВт)
- Лайбертинген II (5 МВт)
- Лойткірх (5 МВт)
- Лойткірх II (2,9 МВт)
- Лойткірх III (0,75 МВт)
- Ліндендорф (6,9 МВт)
- Лефінген (2,7 МВт)
- Март-Ноєрсгаузен (0,9 МВт)
- Мюссентін (9,3 МВт)
- Оксенберг/Кенігсбронн (10 МВт)
- Торгау (4,9 МВт)
- Тунінген (4,5 МВт)
- Ульм-Егінген (6,5 МВт)
- Цвіфальтендорф (5,2 МВт)

Сонячні електростанції в розробці:
- Лангененслінген-Вільфлінген
- Массбах
- Софієнгоф
- Ульріксгоф
- Весов-Вільмерсдорф
- Вельгесгайм